# Кулинан (дијамант)
Кулинан је највећи сирови дијамант драгуљарског квалитета, тежине 3.106,75 карата (621,35 g). Пронашао га је Фредерик Велс, менаџер површинског копа Premier Diamond Mining Company у Кулинану, Гаутенг, Јужна Африка, 26. јануара, 1905. Мада је карбонадо пронађен у Бразилу тежио више од 3.600 карата (720 g), он није драгуљарског квалитета. Камен је добио име по Томасу Кулинану, власнику рудника. 